# Eli (Izrael)
Eli (hebr.: עלי) – wieś położona w samorządzie regionu Matte Binjamin, w Dystrykcie Judei i Samarii, w Izraelu.
Leży w środkowej górzystej części Samarii, w otoczeniu terytoriów Autonomii Palestyńskiej.

## Historia

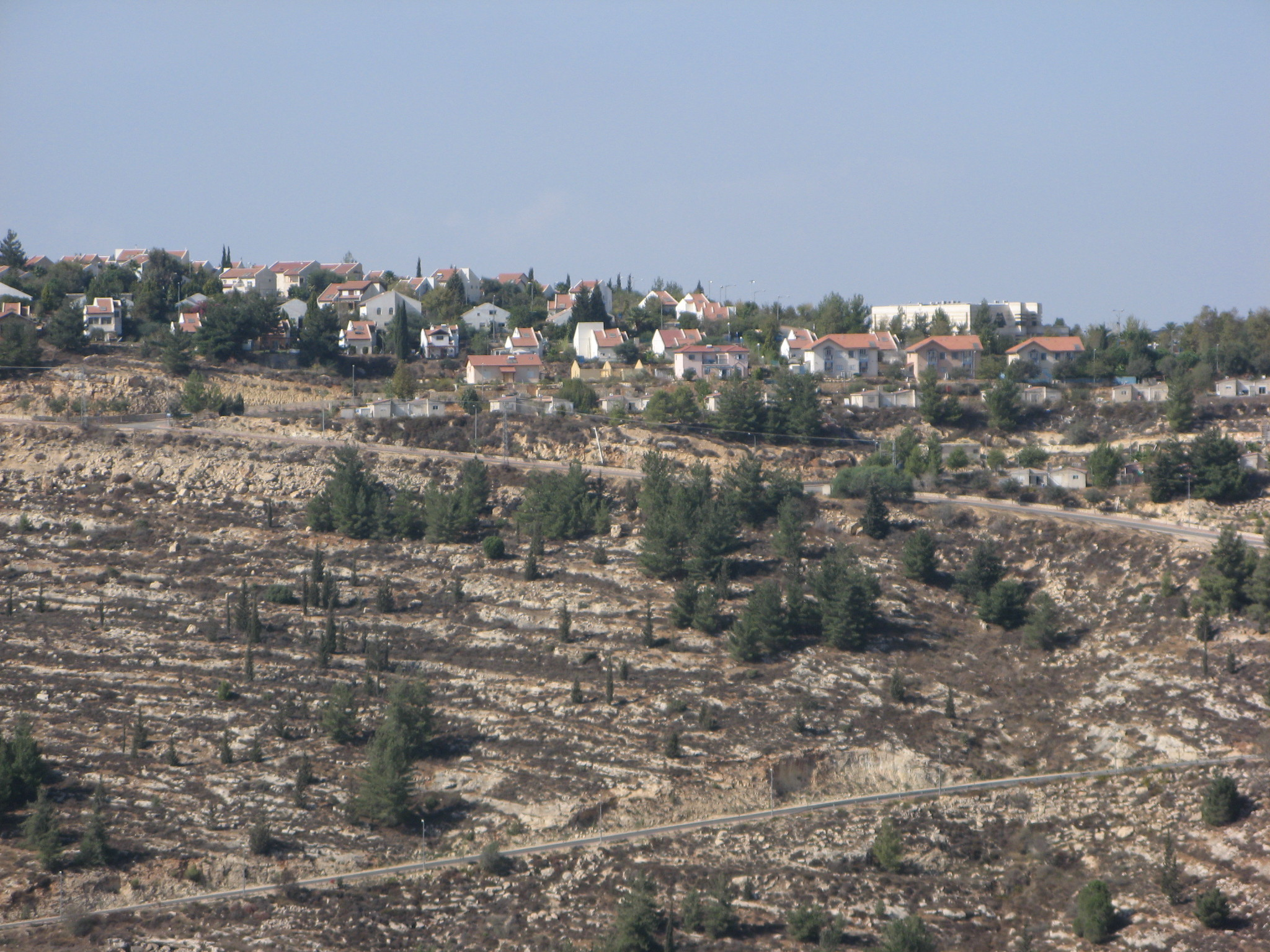
Eli

Osada została założona w 1984 przez grupę żydowskich osadników.